# Grotta degli Orsi
La grotta degli Orsi (in romeno Peștera Urșilor), fu scoperta nel 1975, da "Speodava", un gruppo speleologico amatoriale, ed è considerata un luogo di interesse turistico. La caverna si trova nei pressi del villaggio di Chișcău, nella provincia di Bihor, in Romania.

## Descrizione
La grotta degli Orsi presenta una straordinaria varietà di formazioni stalattitiche e stalagmitiche differenti in dimensioni e forma, oltre ad un enorme quantitativo di fossili di Orso delle caverne - Ursus Spelaeus - una specie scomparsa più di 15.000 anni fa. L'entrata della grotta - situata a 482 m di altitudine - si trova nei pressi del padiglione turistico. Lunga all'incirca 1 km, si suddivide in due livelli sovrapposti: uno più ampio, circa 488 m di lunghezza, attrezzato per visite turistiche, e un livello interno, di 521 m, usato come riserva scientifica.
La grotta è così detta a causa dei numerosi scheletri di orso delle caverne (Ursus spelaeus) che vi furono trovati. Questi grandi animali visitavano la grotta più di 15.000 anni fa; si suppone che un'enorme frana abbia bloccato l'ingresso mentre circa 140 animali si trovavano all'interno della caverna; privati di cibo, gli orsi si uccisero l'un l'altro fino a che non ne sopravvisse neppure uno. Fossili di orso sono stati trovati in molte zone della caverna, e la maggior parte di essi mostrava chiari segni di denti d'orso.
La caverna rimase indisturbata fino al 17 settembre 1975, quando fu accidentalmente scoperta a causa di lavori in una cava di pietra: il marmo ed il calcare di quest'area venivano infatti scavati dagli abitanti del vicino villaggio Chișcău. La prima persona ad entrare nella caverna fu l'operaio della cava Curta Traian da Chișcău.

## Vie d'accesso
In treno - stazioni di Beiuș o Sudrigiu e poi in autobus; DN 76 Oradea - villaggio di Sudrigiu (86 km) + DJ 763 villaggio di Chișcău 14 km, strada asfaltata.

## Galleria d'immagini

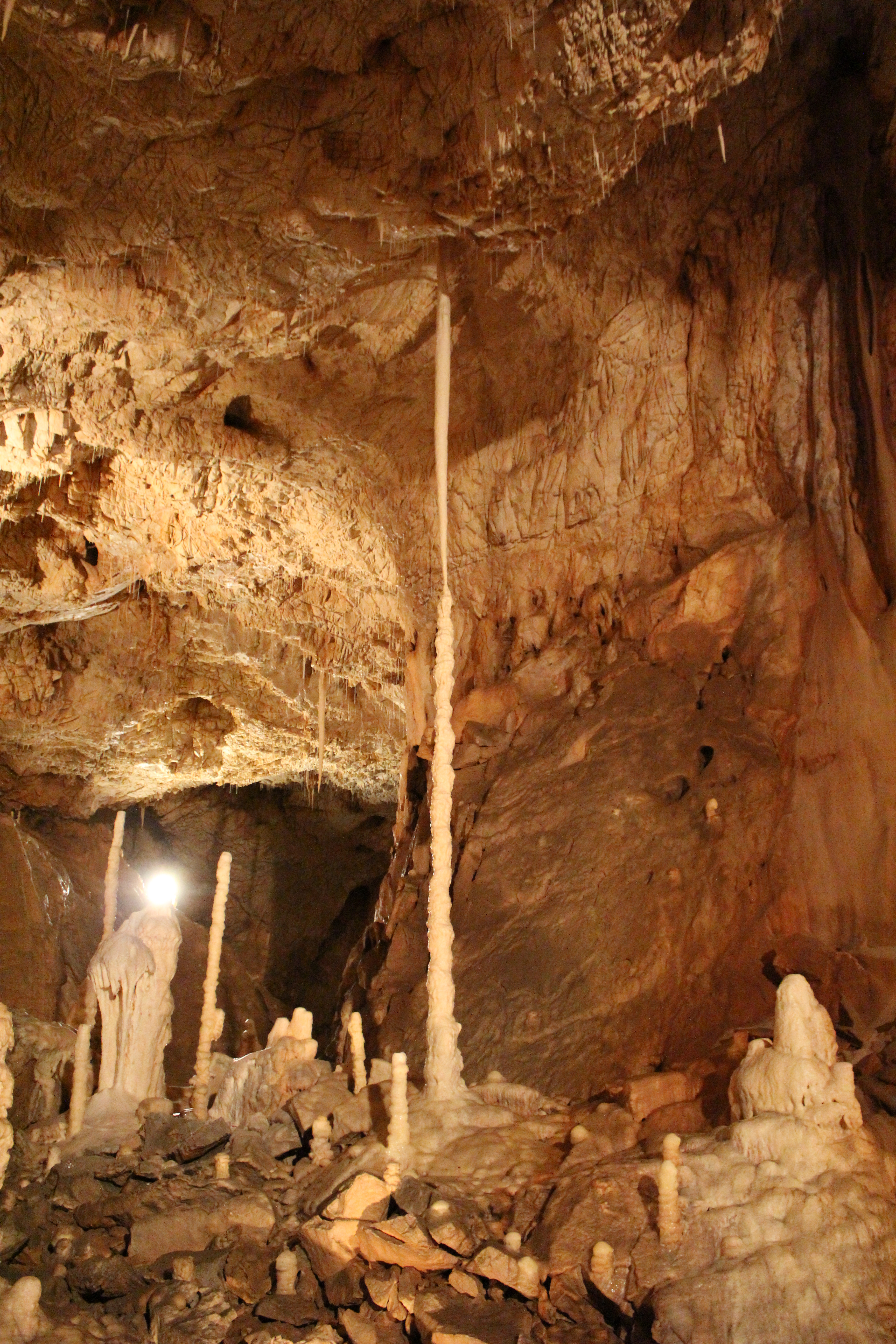
Colonna stalagmitica
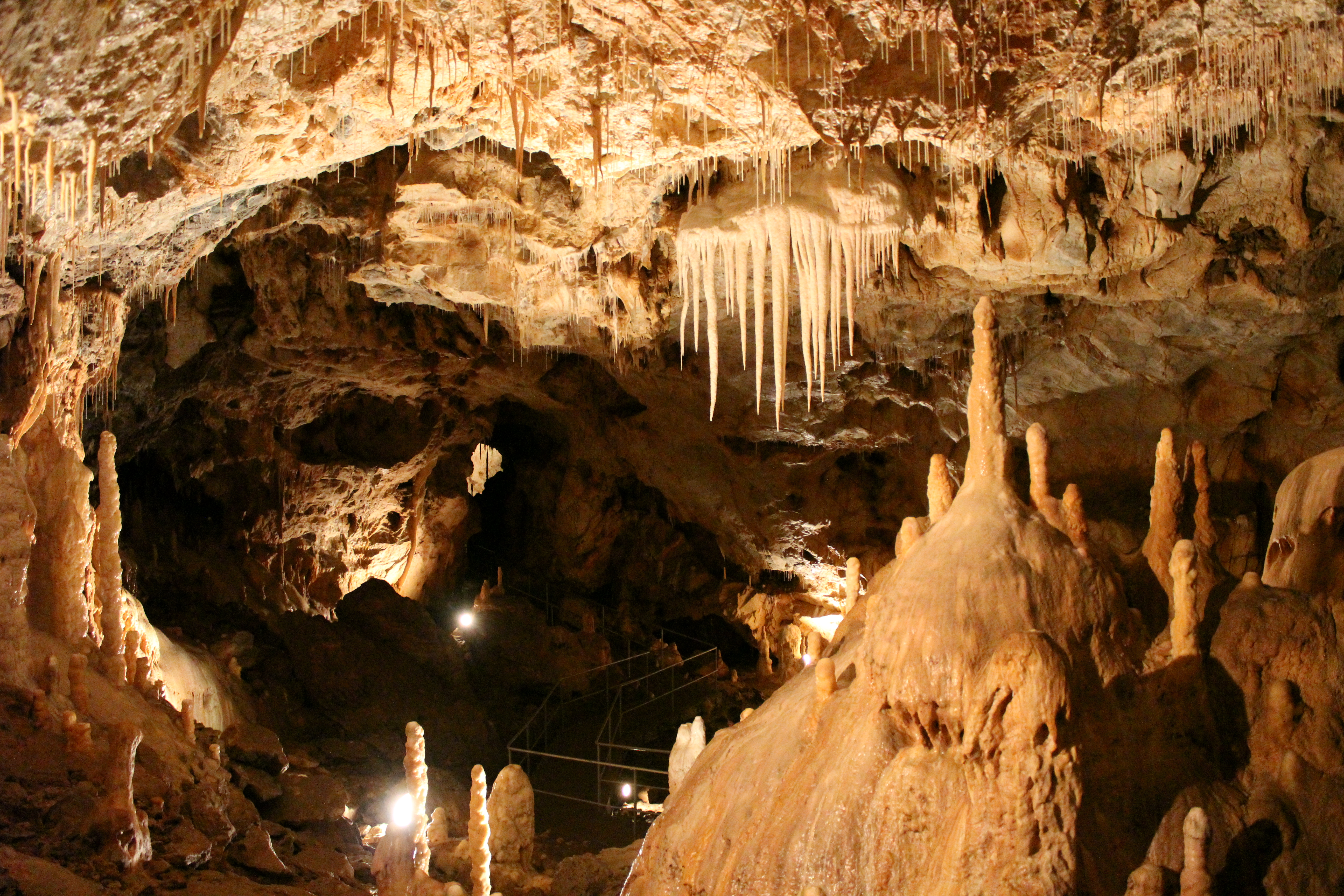
Interno della grotta
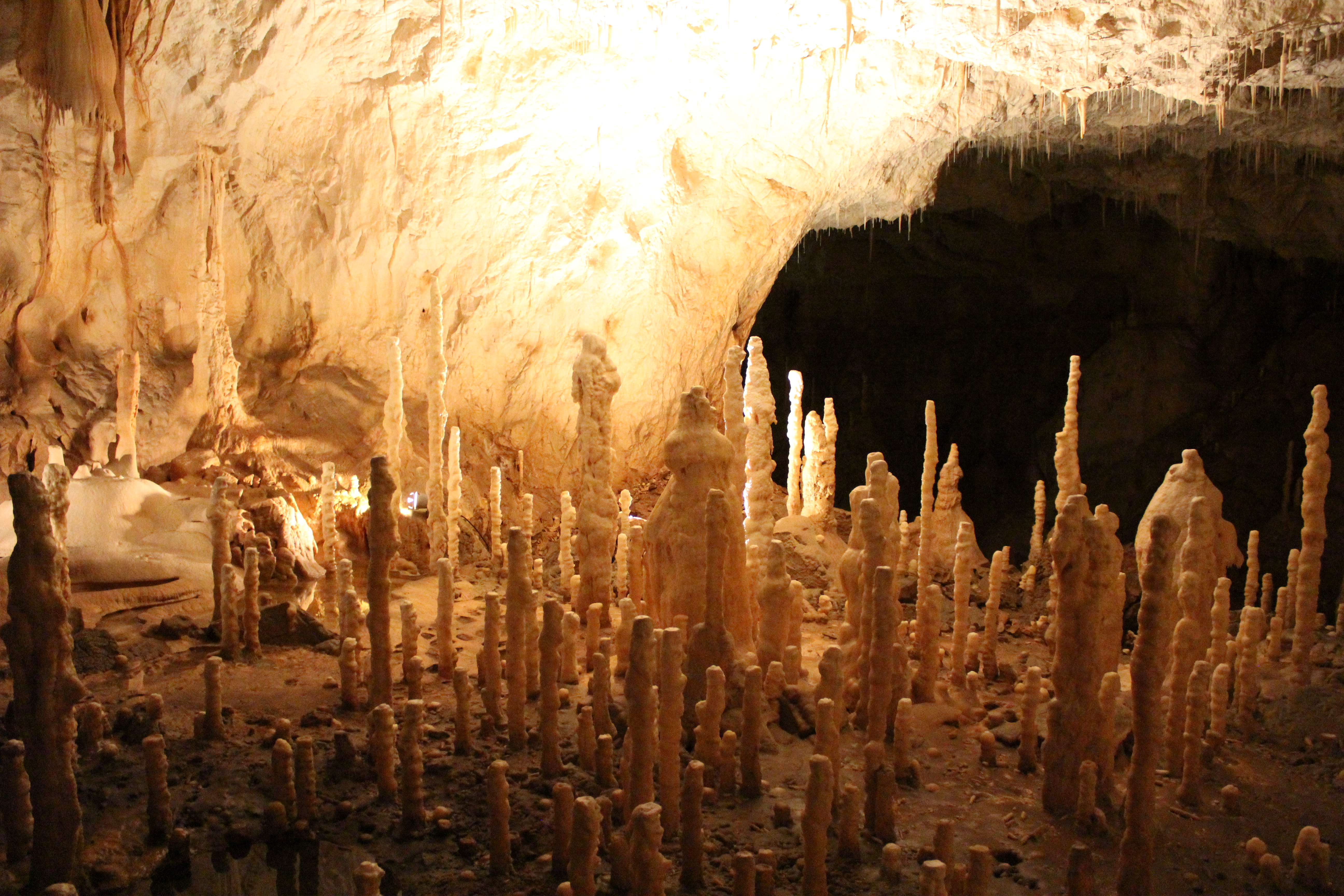
Interno della grotta
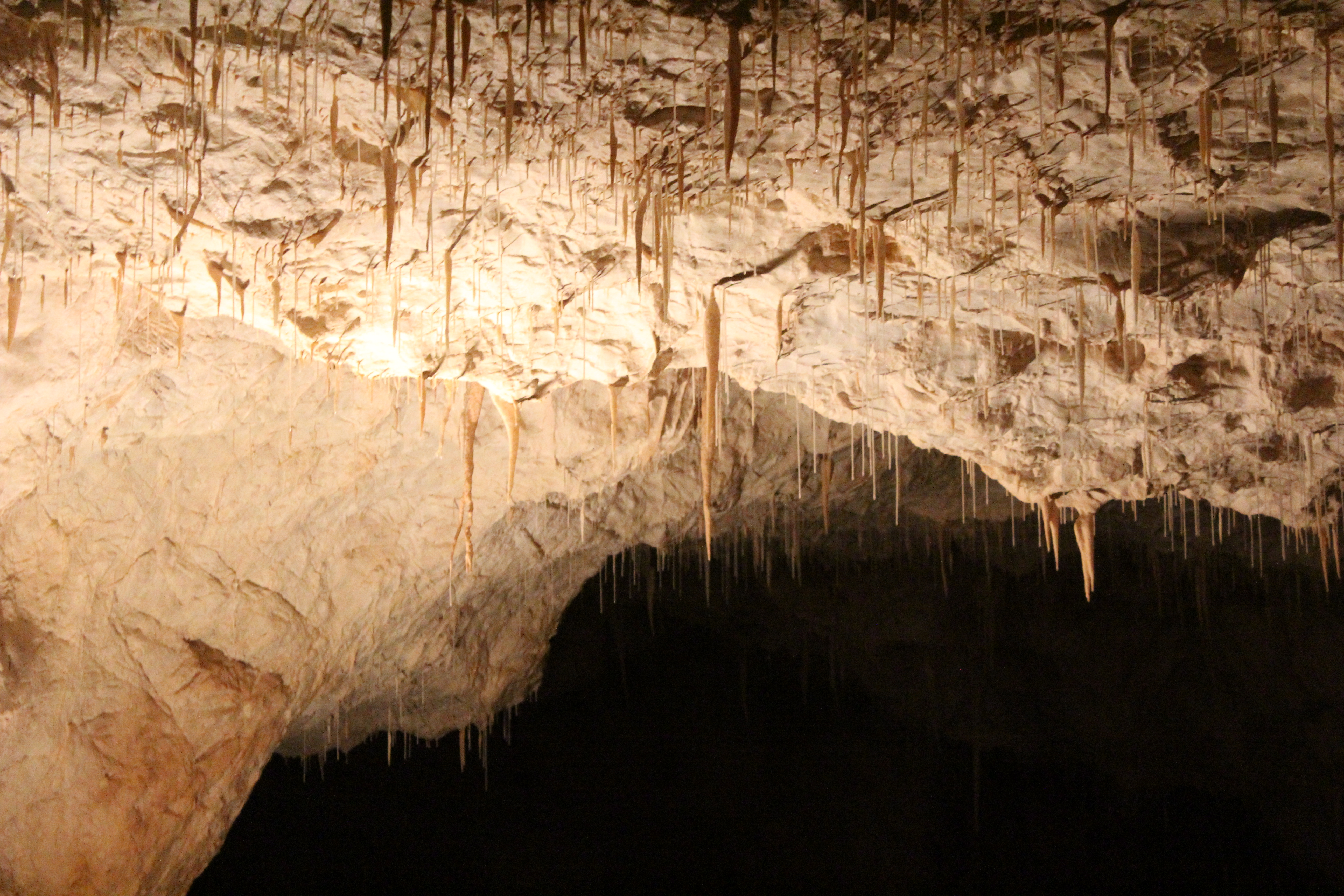
Stalattiti e stalagmiti
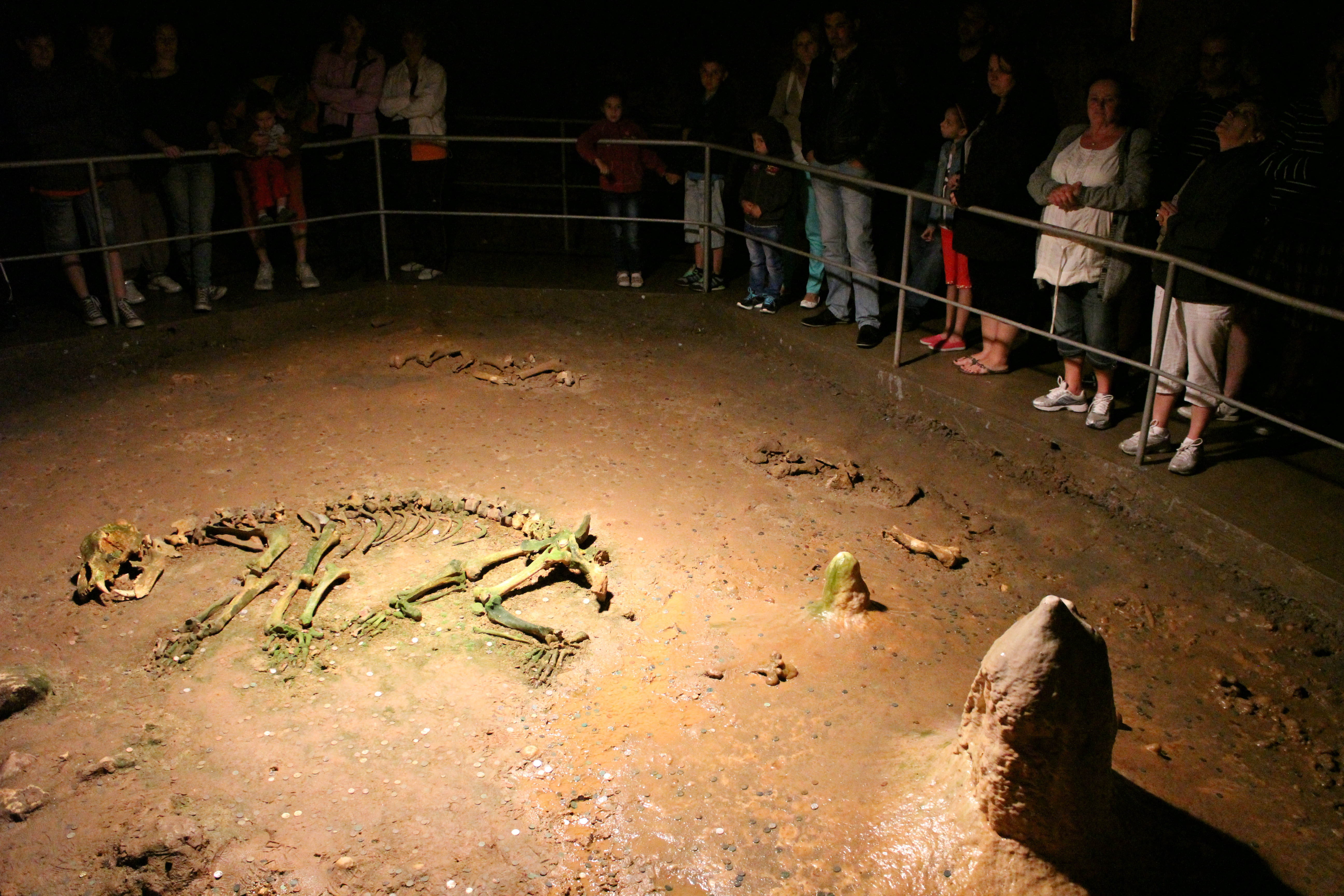
Scheletro di un orso delle caverne (Ursus spelaeus)